# Anadema
Se llama anadema a la diadema de los reyes de Persia. 
Según C. Qurcio, este adorno real era una venda de púrpura. Alejandro, habiendo vencido a Darío, añadió la diadema purpúrea de los reyes de Persia a la blanca que hasta entonces habían usado los de Macedonia.